# Buster Skrine
Darryl Skrine, detto Buster (Woodstock, 26 aprile 1989), è un ex giocatore di football americano statunitense che ha militato nel ruolo di defensive back nella National Football League (NFL). Fu scelto nel corso del quinto giro (137º assoluto) del Draft NFL 2011 dai Cleveland Browns. Al college ha giocato a football alla University of Tennessee at Chattanooga.

## Carriera

### Cleveland Browns
Skrine fu scelto dai Cleveland Browns nel corso del quinto giro del Draft 2011. Nella sua stagione da rookie disputò tutte le 16 partite, mai come titolare, facendo a segno 18 tackle e facendo registrare un intercetto nella settimana 15 contro gli Arizona Cardinals. Nella settimana 2 della stagione 2012 disputò la prima gara come titolare contro i Cincinnati Bengals mettendo a segno 7 tackle. La seconda stagione da professionista di Skrine si concluse con 16 presenze (6 come titolare) con 72 tackle e 11 passaggi deviati.
Nella settimana 10 della stagione 2014, Skrine mise a segno due intercetti su Andy Dalton, contribuendo alla vittoria sui Bengals rivali di division, e arrivando a quota quattro in stagione, già un nuovo primato personale.

### New York Jets
Il 10 marzo 2015, Skrine firmò coi New York Jets.

### Chicago Bears
Nel 2019 Skrine firmò con i Chicago Bears.